# Nicrophorus investigator
Nicrophorus investigator es una especie de escarabajo enterrador del género Nicrophorus, categorizada en la tribu Nicrophorini, de la subfamilia Nicrophorinae. Fue descrita por Zetterstedt en 1824.

## Distribución
Se distribuye por Europa: Chequia (Bohemia, Moravia), Rusia (Siberia, Sajalín), Eslovaquia, América del Norte: Canadá (Alberta, Nuevo Brunswick, Saskatchewan), Estados Unidos de América (Alaska, Colorado, Montana, Oregón, Utah, Wyoming) y Asia: Afganistán, China, India, Irán, Japón, Kazajistán, Mongolia, Corea del Norte, Pakistán, Tayikistán, Turquía, Turkmenistán y Uzbekistán.